# Stowarzyszenie Tłumaczy Polskich
Stowarzyszenie Tłumaczy Polskich (STP, Association of Polish Translators and Interpreters – APTI) – najdłużej działająca organizacja tłumaczy w Polsce. Jako jedyna zrzesza tłumaczy wszystkich specjalności (pisemnych i konferencyjnych, przysięgłych, literackich, technicznych, publicystycznych i innych). Założone w 1981 r., na początku XXI wieku STP miało ok. 2500 członków zreszonch w sześciu sekcjach (tłumaczy literatury pięknej, tłumaczy literatury naukowo-technicznej, tłumaczy publicystycznych, tłumaczy konsekutywnych, tłumaczy symultanicznych oraz tłumaczy przysięgłych). 
Celem działania STP jest ochrona praw zawodowych tłumaczy oraz działanie na rzecz promowania wysokich standardów na rynku tłumaczeniowym, jakości tłumaczeń, godziwych zasad wynagradzania tłumaczy, przestrzegania zasad etyki zawodowej i ochrony własności intelektualnej. STP dba o wizerunek zawodu tłumacza, integrację środowiska i zapewnienie należytej reprezentacji jego interesów wobec instytucji i organów państwa, innych organizacji i stowarzyszeń, partnerów społecznych i opinii publicznej.
Przy STP działa Klub Młodego Tłumacza, zrzeszający osoby nie posiadające jeszcze wystarczająco dużego doświadczenia zawodowego, by zostać członkiem rzeczywistym STP lub dopiero zaczynające pracę w zawodzie tłumacza.